# Draconarius hallaensis
Draconarius hallaensis là một loài nhện trong họ Amaurobiidae.
Loài này thuộc chi Draconarius. Draconarius hallaensis được miêu tả năm 2007 bởi Joo-Pil Kim & Lee.